# Oncorhynchus

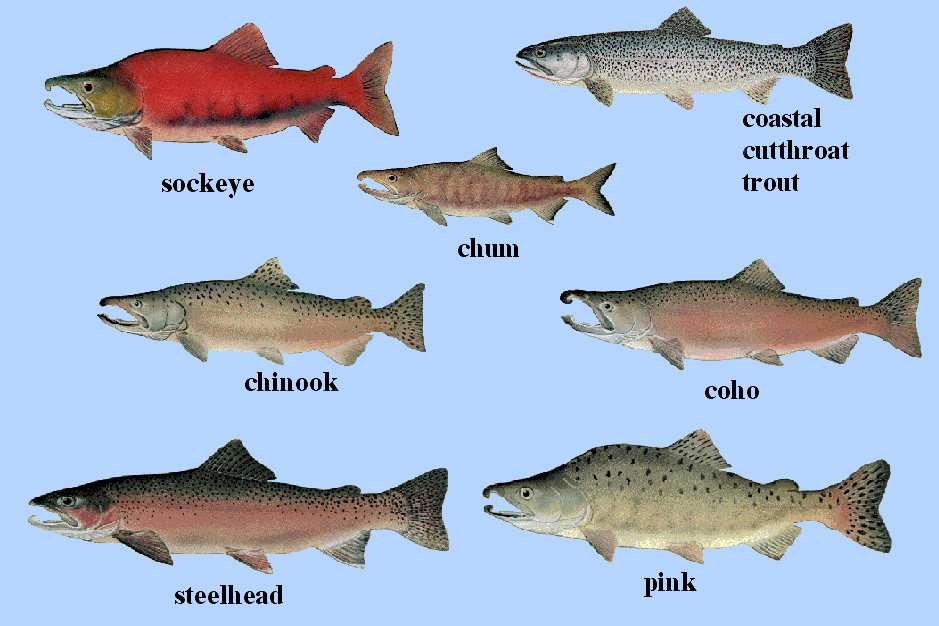
Machos de varias especies, con el característico pico en gancho.

Los salmones y truchas del Pacífico (el género Oncorhynchus) son peces marinos y de agua dulce de la familia de los salmónidos, distribuidos por el norte del océano Pacífico, con alguna especie en el Golfo de México.
Son peces anádromos, que se desarrollan en el mar y remontan los ríos para desovar, con muy pocas excepciones.

## Etimología
El nombre del género Oncorhynchus deriva de las palabras griegas ὄγκος /ónkos/, que significa "gancho" o "púa", y ῥύγχος /rhúnkhos/, que significa "nariz" u "hocico". Hace referencia a las características mandíbulas ganchudas que adquieren los machos de muchas especies de salmón en la época de apareamiento.

## Importancia para el ser humano
Comercialmente son muy apreciados por su excelente carne, que alcanza un alto valor en el mercado, pescándose cuando se reúnen para remontar el río. También son muy empleados en acuicultura desde antaño.

## Especies
Existen 17 especies válidas en este género:
- Oncorhynchus aguabonita (Jordan, 1892) - Trucha dorada.
- Oncorhynchus apache (Miller, 1972) - Trucha apache
- Oncorhynchus chrysogaster (Needham y Gard, 1964) - Trucha dorada mexicana.
- Oncorhynchus clarkii (Richardson, 1836) - Trucha degollada.
- Oncorhynchus gilae (Miller, 1950) - Trucha de Gila.
- Oncorhynchus gorbuscha (Walbaum, 1792) - Salmón rosado.
- Oncorhynchus iwame Kimura y Nakamura, 1961
- Oncorhynchus kawamurae Jordan & McGregor, 1925
- Oncorhynchus keta (Walbaum, 1792) - Keta o Salmón chum.
- Oncorhynchus kisutch (Walbaum, 1792) - Salmón plateado o Salmón coho.
- Oncorhynchus masou
  - Oncorhynchus masou formosanus (Jordan y Oshima, 1919) - Salmón de Formosa.
  - Oncorhynchus masou macrostomus (Günther, 1877)
  - Oncorhynchus masou masou (Brevoort, 1856) - Salmón japonés.
- Oncorhynchus mykiss (Walbaum, 1792) - Trucha arcoíris o Cabeza-de-acero.
- Oncorhynchus nerka (Walbaum, 1792) - Salmón rojo.
- Oncorhynchus rhodurus Jordan y McGregor, 1925
- Oncorhynchus tshawytscha (Walbaum, 1792) - Salmón boquinegra, Salmón real o Salmón chinook.

Además, existen dos especies fósiles que se encuadran en este género:
- † Oncorhynchus lacustris
- † Oncorhynchus rastrosus